# Proclitus praetor
Proclitus praetor är en stekelart som först beskrevs av Alexander Henry Haliday 1838.  Proclitus praetor ingår i släktet Proclitus och familjen brokparasitsteklar. Arten är reproducerande i Sverige. Inga underarter finns listade i Catalogue of Life.